# Liam Parsons
Liam Parsons (født 27. juni 1977 i Thunder Bay, Ontario) er en canadisk letvægtsroer. Hans nuværende klub er Thunder Bay Rowing Club.
Parsons vandt i 2008 bronze til Olympiske lege i kategorien letvægtsfirer, sammen med roerne Iain Brambell, Jon Beare og Mike Lewis.

## Eksterne links
- Profil på RowingCanada.org Arkiveret 17. august 2008 hos  Wayback Machine

| Roer | Spire Denne biografi om en roer er en spire som bør udbygges. Du er velkommen til at hjælpe Wikipedia ved at udvide den. |